# Рафаель Іглесіас Кастро
Рафаель Ансельмо Хосе Іглесіас Кастро (ісп. Rafael Anselmo José Yglesias Castro; 18 квітня 1861 — 10 квітня 1924) — костариканський політик, чотирнадцятий президент Коста-Рики.

## Біографія
Народився в сім'ї Деметріо Іглесіаса Льоренте й Евдохії Кастро Фернандес, батько якої Хосе Марія Кастро Мадріс також свого часу був президентом — «Засновником Республіки» (1847—1849 та 1866—1868). Здобував освіту та подорожував Сполученими Штатами та Європою. Отримавши ступінь бакалавра природничих наук і літератури, почав навчатись на юридичному факультеті Університету Санто-Томас, але не зміг завершити освіту через матеріальні труднощі його батьків. Зрештою зайнявся бізнесом, заснував компанію під назвою «Molino Victoria Company», але не досягнув успіху у цій справі.
Першою дружиною Іглесіаса була Роса Банует Росс. Від того шлюбу народились дві дочки: Берта і Роса. У той час Іглесіас обіймав посаду військового міністра (1890—1894). Невдовзі подружжя розлучилось через конфлікт між родинами, й Іглесіас побрався з Мануелою Петронілою де ла Тринідад Родрігес Альварадо, дочкою президента Хосе Хоакіна Родрігеса Селедона (1890—1894). Вона була далекою від політики та не поділяла ентузіазму чоловіка з приводу політичної кар'єри. Від того шлюбу народились одинадцятеро дітей.
У 19-річному віці почав брати участь у політичному житті, підтримуючи кандидатури Хосе Хоакіна Родрігеса Селедона, Круса Альварадо та Хуліана Воліо Льоренте як депутатів від опозиції на виборах до Установчих зборів, скликаних президентом Томасом Ґвардією Ґутьєрресом. 1881 року Іглесіаса звинуватили в участі у змові проти президента та заслали в район Таламанки. Повернувся він лише 1882 року після смерті Ґвардії.
1889 року був одним з головних активістів Конституційно-демократичної партії, яка висунула на посаду президента кандидатуру Хосе Хоакіна Родрігеса. За результатами тих виборів Іглесіаса обрали депутатом від провінції Алахуела, а від 1890 до 1894 року він обіймав посаду військового та морського міністра, 1893 року ще й посаду міністра фінансів і торгівлі.

### Президентство
1894 року більшістю в 23 000 голосів Іглесіаса обрали президентом, його обрання відзначилось найбільшою явкою виборців, що будь-коли фіксувалась на виборах у Коста-Риці до сьогодні. Після обрання він з офіційними візитами відвідав Париж і Лондон, мав аудієнцію з королевою Вікторією. Натхненний технологічними досягненнями, що їх він побачив у Європі, повернувшись на батьківщину, президент вирішив модернізувати Коста-Рику.
Мав невичерпну енергію та рішучість, його правління можна охарактеризувати як міст між старим світом і новим. Почалось будівництво залізниці до Тихого океану, запущено перший електричний трамвай, завершено будівництво Національного театру (президент був присутній на його відкритті оперою Фауст, поставленою французькою трупою під керівництвом Фредеріка Обрі). Також президент установив колон національною валютою та запровадив у країні золотий стандарт. Також він став ініціатором будівництва прибережного міста Пуерто-Лимон.
Опікувався будівництвом доріг для електричного трамвая й електрифікував місто Ередіа, провів освітні реформи, в межах яких було прийнято рішення щодо розробки шкільних підручників місцевими науковцями. 1897 року заснував школу мистецтв (Національна школа витончених мистецтв). Випередив свій час з точки зору охорони навколишнього середовища та був першим президентом, який відрядив наукову експедицію на острів Кокос. Довідавшись про природні багатствах острова, президент закрив виправну колонію, що там існувала, й оголосив острів заповідником. У царині охорони здоров'я створив систему невідкладної медичної допомоги у провінціях. 1895 року Конгрес схвалив заходи зі створення ради з медицини, хірургії та фармації, що складалась з усіх лікарів, хірургів і фармацевтів, які були сертифіковані на національному рівні. 1902 року заснував фармацевтичний коледж.
1898 року погіршились відносини з Нікарагуа, що майже призвело до збройного конфлікту. За посередництва США та Гватемали було підписано договір Пачеко-Матуса, відповідно до якого було встановлено кордон між двома країнами. Аналогічне рішення з Колумбією під арбітражем президента Франції Еміля Лубе виявилось менш вдалим, оскільки не задовольнило жодну зі сторін.
Іглесіас спробував внести поправки до Конституції, щоб мати можливість обиратись на третій термін, але зазнав невдачі. Його політичні суперники підтримали кандидатуру генерала Бернардо Сото Альфаро, на противагу їм президент підтримав Ассенсьйона Есківеля, якого й було обрано. Знову балотувався на пост президента 1909 та 1913 років, але успіху не мав.

### Подальша діяльність
До самої смерті залишався в політиці, 1917 року входив до складу редакційної комісії, що розробила нову Конституцію країни. 1919 року отримав посаду повноважного посла у Гватемалі. Після перевороту, що привів до влади генерала Федеріко Тіноко Ґранадоса, Іглесіас представляв поваленого президента Альфредо Гонсалеса Флореса в кількох міжнародних місіях. Після падіння диктатури вирішив відійти від політики, відкинувши пропозиції балотуватись на посаду голови держави у 1919 і 1924 роках.